# Луїс Шауб
Луїс Шауб (нім. Louis Schaub, нар. 29 грудня 1994, Фульда) — австрійський футболіст, півзахисник клубу «Рапід» (Відень).

## Клубна кар'єра
Народився 29 грудня 1994 року в місті Фульда. Вихованець футбольної школи клубу «Рапід» (Відень).
У дорослому футболі дебютував 2011 року виступами за другу команду «Рапіда». У складі основної команди почав виступати з 2012 року і протягом 6 сезонів провів у її складі 160 матчів австрійської Бундесліги.
Влітку 2018 року перебрався до Німеччини, уклавши контракт з «Кельном», команда якого саме понизилася у класі до Другої Бундесліги.

## Виступи за збірні
2010 року дебютував у складі юнацької збірної Австрії, взяв участь у 13 іграх на юнацькому рівні, відзначившись 3 забитими голами.
З 2013 року залучається до складу молодіжної збірної Австрії.
У вересні 2016 року отримав свій перший виклик до лав національної збірної Австрії, за яку відтоді провів 22 гри, відзначившись 6 забитими голами.

## Титули і досягнення
- Володар Кубка Швейцарії (1):

«Люцерн»: 2020-21